# Sóley
Sóley Stefánsdóttir, nota semplicemente come Sóley (Hafnarfjörður, 20 ottobre 1987), è una cantante e musicista islandese.
Canta prevalentemente in lingua inglese e fa parte, dal 2006, del gruppo indie folk Seabear. Ha firmato un contratto con la Morr Music prima di pubblicare i suoi primi lavori da solista nel 2010.

## Discografia

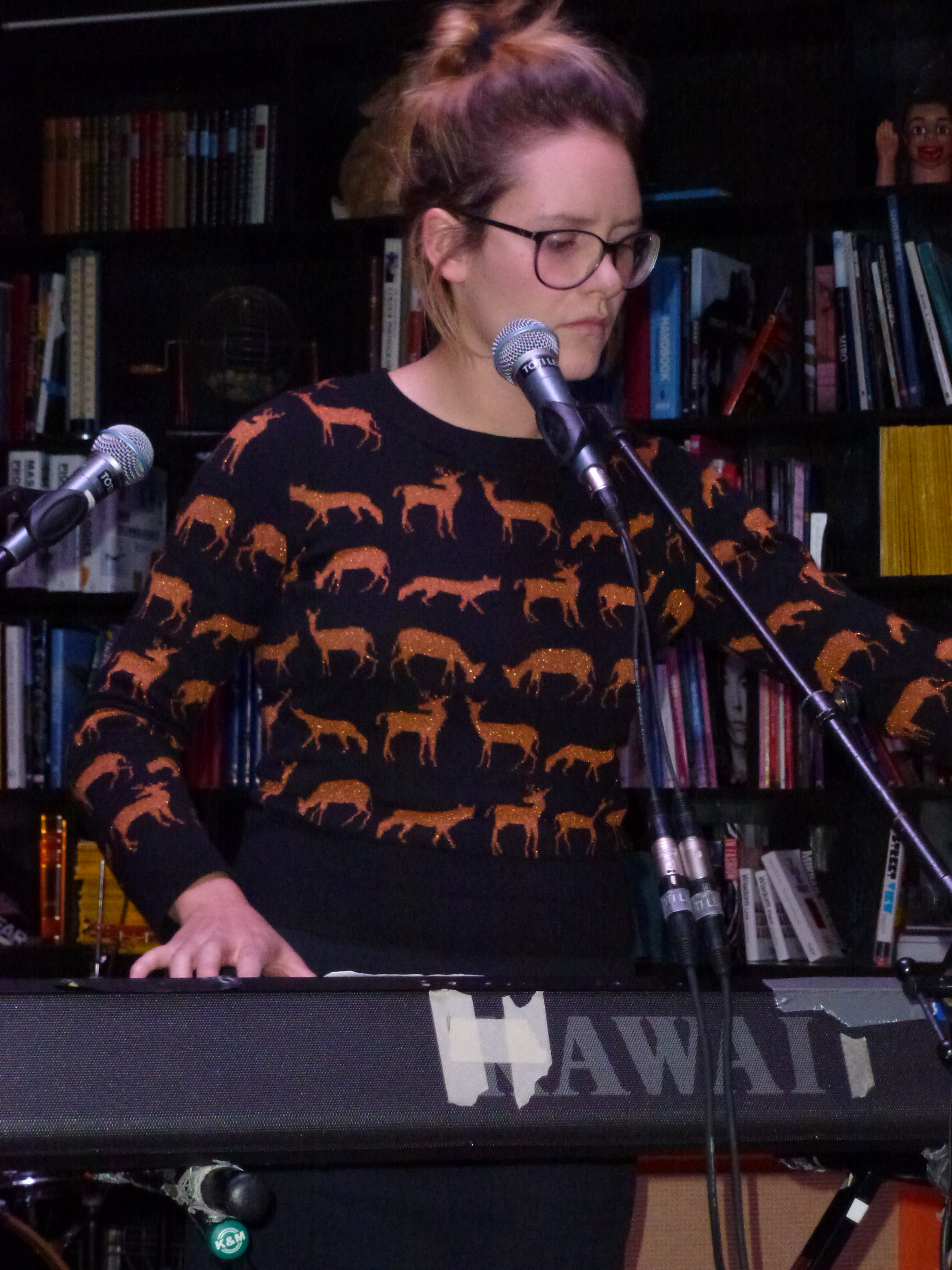
Sòley suona il piano elettrico durante un concerto nel 2014

### Solista
- 2010 - Theater Island EP
- 2011 - We Sink
- 2014 - Krómantík EP
- 2015 - Ask the Deep
- 2015 - Don't Ever Listen EP
- 2017 - Endless Summer
- 2021 - Mother Melancholia

### Seabear
- 2007 - The Ghost That Carried Us Away
- 2010 - We Built a Fire
- 2010 - While the Fire Dies EP